# Alessia Marcuzzi
Alessia Marcuzzi (Roma, 11 de noviembre de 1972) es una presentadora de televisión, actriz, empresaria y ex modelo italiana.

## Biografía

### El debut en la pequeña pantalla
Terminado el bachillerato decide seguir el curso de dicción y actuación en la escuela Mario Riva de Roma. Inició su carrera televisiva en Telemontecarlo, donde debutó con el programa Attenti al dettagli en 1991, para luego participar, en la temporada 1991/1992, en el programa deportivo Qui si Gioca, con José Altafini, en el que, interpretando al papel de ayuda de cámara, proporcionó algunas estadísticas del campeonato de fútbol en curso. En el mismo canal, desde marzo de 1992 participa en el programa infantil Amici mostri y en la temporada 1992/1993 conduce el programa de variedades Novantatré junto a Umberto Smaila. En 1994 apareció en RAI junto a Gigi Sabani en Il grande gioco dell'oca en Rai 2.

### Los muchos proyectos
Ese mismo año también debutó como actriz, participando en el rodaje de las películas Chicken Park de Jerry Calà, en un breve cameo, y en Tra noi due tutto è finito, dirigida por Furio Angiolella. En 1995 llegó a Mediaset, en la dirección del programa de personas Colpo di Lightning, emitido los sábados por la tarde en Italia 1; el programa tiene una excelente respuesta del público, por lo que está incluido, desde febrero de 1996, en los horarios de la tarde de Italia 1 los días laborables, de lunes a viernes. Realizado por ella durante dos ediciones hasta junio de 1997, Colpo di fulmine es el programa que la consagra como la nueva cara de éxito de Italia 1, una cadena con un público objetivo predominantemente joven, lo que le permite aterrizar en varios programas top de este canal en los años siguientes.

### Los años delFestivalbar(1996-2002)
En 1996 llega al Festivalbar, que dirigirá hasta 2002; en 1996 se incorporaron Amadeus y Corona, al año siguiente se incorporaron de nuevo Amadeus, pero también Simona Ventura y Elenoire Casalegno; en 1998, 1999 y 2000 junto a Fiorello, en 2001 junto a Daniele Bossari y Natasha Stefanenko (esta última sustituida al año siguiente por la corista Michelle Hunziker, que a partir de 2004 presentará Striscia la notizia junto a Ezio Greggio). En 1997, junto con Paolo Brosio, presentó el programa de clips 8 mm - Prime Time. En el mismo año lidera Fuego! (otra emisión de la tarde de Italia 1) en la que colabora con Francesca Fogar. En 1998 volvió al cine con Il mio West de Giovanni Veronesi, experiencia que repitió al año siguiente en Tutti gli uomini del deficiente, comedia de Gialappa's Band, el famoso trío cómico con el que colaboró en los últimos años.

### La ficciónTequila & BonettiyMai Dire Gol
En 1999 en Italia 1 protagonizó el telefilme Un cane e un poliziotto, del que luego se basó la ficción Tequila & Bonetti (emitida en 2000 por la misma cadena), en la que fue protagonista junto a Jack Scalia. En las temporadas 1998/1999 y 1999/2000, junto a Ellen Hidding y Gialappa's Band, copresentó el exitoso programa de comedia Mai dire gol. De particular interés son algunos calendarios que realizó entre las décadas de 1990 y 2000, publicados por el mensual Max en 1998, de los cuales se venden más de 680. mil ejemplares, y por el semanario Panorama en 2000; Posteriormente en 2004 posó para un calendario irónico publicado por Maxim junto a todo el elenco del programa Le Iene.

### La experiencia como actriz de doblaje /Macchemù/Le Iene
En 2000 prestó su voz al iguanodonte Neera en la película Dinosaurios de Disney y en junio del mismo año grabó el episodio cero del programa de variedades de Italia 1 Macchemù con Paola Barale, posteriormente realizado después de las vacaciones de verano en una serie completa dirigida por Barale solo. Otro programa importante para la carrera de la presentadora es Le Iene, programa que conduce en lugar de Simona Ventura a partir de 2001; en este período el programa concebido por Davide Parenti fue promovido del segundo al horario de máxima audiencia (con el título Le Iene Show).

### Telegatto y otras experiencias laborales
A principios de la década de 2000 fue anfitrión de varios eventos televisivos, así como de sus últimas ediciones del Festivalbar en Italia 1; en 2002 y 2003, llegando a Canale 5, condujo la ceremonia de entrega del Telegatto, retransmitida en horario de máxima audiencia, y ese mismo año condujo Il galà della pubblicità junto a Heidi Klum, en la misma cadena. En octubre de 2003 presentó el evento de variedades La fábrica de sonrisas en Canale 5 (junto con Gerry Scotti, Claudio Bisio y Michelle Hunziker), con el objetivo de promover la campaña benéfica homónima a través de la cual los espectadores podían, de diferentes maneras, hacer donaciones.
Entre 2004 y 2006 fue protagonista de la serie Carabinieri de Canale 5 durante tres temporadas, de la tercera a la quinta. En mayo de 2007 protagonizó la segunda temporada de la ficción Il giudice Mastrangelo 2 de Canale 5, luego el 21 de abril de 2009 protagonizó la película para televisión Un amore di strega junto a Pietro Sermonti. En 2005 participa en Scherzi a parte, programa histórico de Canale 5, que conduce junto a los actores Diego Abatantuono y Massimo Boldi. La presentadora estuvo a punto de dejar la cadena joven, que es precisamente Italia 1, para pasarse al buque insignia, que es Canale 5, donde, a partir de 2006, en sustitución de Bárbara d'Urso, es la nueva presentadora de Grande Fratello. manteniéndose al frente del programa también en sucesivas ediciones con el "formato trimestral", para la séptima (emitida en invierno de 2007), la octava (emitida en invierno de 2008) y la novena (emitida en invierno de 2009).

### Grande Fratello(2009-2015)
En la temporada 2009/2010 lidera la décima edición de Grande Fratello en el nuevo formato semestral (es decir, de octubre a marzo). En el mismo año protagonizó la primera temporada de la sitcom para Italia 1 Cosi fan tutte, junto a Debora Villa. En la temporada 2010/2011 acogió la undécima edición de Grande Fratello en Canale 5, de nuevo con el citado formato semestral. En la temporada 2011/2012, siempre en el papel principal junto a Debora Villa, en la segunda temporada de la sitcom de Italia 1 Cosi fan tutte y lidera la duodécima edición de Grande Fratello en Canale 5, la última edición con los formato mensual.

### Cambio de imagen extremo /Summer Festival/Fashion Style
En mayo de 2012 grabó la primera edición de Extreme Makeover: Home Edition Italia, un programa que ayuda a familias con problemas económicos renovando sus casas: los dos episodios se emiten el 23 y 30 de enero de 2013 en Canale 5 con índices de audiencia moderados; en verano de 2013 grabó la segunda edición compuesta por cuatro capítulos que se emitirá en junio de 2014. En julio de 2013 presentó el Summer Festival 2013 en Canale 5 junto con Simone Annicchiarico y Angelo Baiguini con el apoyo de los corresponsales Andrea Dianetti y Diana Del Bufalo. En otoño de 2013, del 11 de noviembre al 17 de diciembre Marcuzzi formó parte del jurado fijo, junto con Silvia Toffanin y el periodista Cesare Cunaccia, de la primera edición  del concurso de talentos Fashion Style dedicado a la moda. y conducido por Chiara Francini en La 5 en horario de máxima audiencia.
En 2014 lidera la decimotercera edición de Grande Fratello, que vuelve al formato trimestral original, pero esta vez en una ubicación diferente, con un formato de juego modificado y actualizado con interacción televisiva en directo con las distintas redes sociales. En julio de 2014 fue anfitriona del Summer Festival 2014 en Canale 5 flanqueada por Rudy Zerbi y Angelo Baiguini. En otoño de 2014, Marcuzzi fue uno de los presentadores rotativos  de la decimoséptima edición de Zelig emitido en Canale 5, obteniendo buenas críticas de público y crítica.

### L'isola dei famosi(2015-2019)
En 2015 condujo la décima edición de L'isola dei famosi en Canale 5, un reality show por primera vez en las redes de Mediaset, apoyado por los comentaristas Alfonso Signorini y Mara Venier más el corresponsal en Honduras Alvin. En julio de 2015, Marcuzzi, flanqueada por los directores Rudy Zerbi y Angelo Baiguini por segunda vez consecutiva, acoge el Summer Festival 2015 en Canale 5. En otoño de 2015 acoge la decimocuarta edición de Grande Fratello.
En 2016 presentó la undécima temporada de L'isola dei famosi, emitida en prime time por Canale 5: respecto a la edición anterior, el programa recibió menos aplausos. En el otoño del mismo año estuvo entre los dobladores de la película animada Storks. Desde el 30 de enero de 2017 acoge la duodécima edición de L'isola dei famosi, y desde el 22 de enero de 2018, la decimotercera, también en Canale 5.

### Los últimos años en Mediaset (2018-2021)
En otoño de 2018, después de 13 años, vuelve a recibir a Le Iene en Italia 1. Del 24 de enero al 1 de abril de 2019 está al frente de la 14.ª edición de L'isola dei famosi . En otoño de 2019 volvió a la dirección de Le Iene en Italia 1 y aterrizó al mando de la segunda edición de Temptation Island VIP. Tras cinco ediciones del reality L'isola dei famosi, deja la dirección y toma el relevo Ilary Blasi (en marzo de 2021). En los meses de marzo y abril de 2020 participa como jurado en los tres últimos episodios de la fase vespertina de la decimonovena edición de Amici, en sustitución de Loredana Bertè. También en 2020, en septiembre, lidera la novena edición de Temptation Island, saliendo de la edición VIP.
El 30 de junio de 2021, a través de un comunicado oficial, anunció que dejaba Mediaset después de veintiséis años.

### El regreso a Rai (2022)
El 28 de junio de 2022, durante la presentación de los horarios de otoño de RAI, se anunció su regreso a la televisión estatal después de veintiocho años, donde presentará un nuevo programa llamado Boomerissima en Rai 2 a partir del 10 de enero de 2023.

## Carrera empresarial
Marks&Angels (también conocido como Marks & Angels o Marks and Angels) es el primer proyecto emprendedor de Alessia Marcuzzi, tras abrir su blog LaPinella.
La empresa Marks&Angels fue fundada en 2012 y se centra en la producción de bolsos y accesorios de cuero hechos a mano, íntegramente hechos en Italia. La idea de la marca nació de un encuentro casual entre Alessia Marcuzzi y Laura Angelilli y el nombre de la empresa de la unión de los dos apellidos: Marcuzzi - Angelilli. En 2015, la empresa fue absorbida por completo por el presentador italiano. En 2017 Alessia Marcuzzi se convirtió en embajadora del Programa Mundial de Alimentos Italia. Para la ocasión, creó una edición especial del bolso Mary con la marca Marks & Angels, donando las ganancias de la venta al PMA.

## Vida personal
Alessia Marcuzzi tiene un hijo nacido en abril de 2001 de su relación con Simone Inzaghi, y una hija nacida en 2011 de su relación con Francesco Facchinetti.
Alessia Marcuzzi se casó en 2014 con el productor de televisión Paolo Calabresi Marconi cerca de Londres.

## Filmografía

### Actriz

#### Cine
- Chicken Park, dirigida por Jerry Calà (1994)
- Tra noi due tutto è finito, dirigida por Furio Angiolella (1994)
- Il mio West, dirigida por Giovanni Veronesi (1998)
- Tutti gli uomini del deficiente, dirigida por Paolo Costella (1999)

#### Televisión
- Un cane e un poliziotto, dirigida por Maurizio Dell'Orso (1999)
- Tequila & Bonetti, dirigida por Bruno Nappi (2000)
- Carabinieri, dirigida por Raffaele Mertes y Sergio Martino (2004-2006)
- Juez Mastrangelo 2, dirigida por Enrico Oldoini (2007)
- Camera Café, varios directores (2007)
- Un amore di strega, dirigida por Angelo Longoni (2009)
- Cosi fan tutte, dirigida por Gianluca Fumagalli (2009-2012)

### Actriz de voz
- Neera en Dinosaurio (2000)
- Tulipán en Storks (2016)

## Programas de televisión
- Attenti al dettaglio (Telemontecarlo, 1991)
- Qui si gioca (Telemontecarlo, 1991-1992)
- Amici mostri (Telemontecarlo, 1992)
- Novantatré (Telemontecarlo, 1992-1993)
- Il grande gioco dell'oca (Rai 2, 1994)
- Colpo di fulmine (Italia 1, 1995-1997)
- 28 settembre - Radio Non Stop Live (Italia 1, 1995)
- Festivalbar (Italia 1, 1996-2002)
- 8 mm - Prime Time (Italia 1, 1997-1998)
- Fuego! (Italia 1, 1997-1998)
- Mai dire Gol (Italia 1, 1997-2000)
- DopoFestival - Sanremo Notte (Rai 1, 2000)
- Macchemù (Italia 1, 2000)
- Le Iene (Italia 1, 2001-2005, 2018-2021)
- Gran Premio Internazionale dello Spettacolo (Canale 5, 2002-2003)
- Galà della pubblicità (Canale 5, 2003)
- La fabbrica del sorriso (Canale 5, 2003)
- Mai dire Iene (Italia 1, 2004)
- Scherzi a parte (Canale 5, 2005)
- Grande Fratello (Canale 5, 2006-2015)
- Extreme Makeover: Home Edition Italia (Canale 5, 2013-2014)
- Fashion Style (La 5, 2013) Juez
- Summer Festival (Canale 5, 2013-2017)
- Zelig (Canale 5, 2014) Décimo episodio
- L'isola dei famosi (Canale 5, 2015-2019)
- Temptation Island VIP (Canale 5, 2019)
- Amici di Maria De Filippi (Canale 5, 2020) Juez
- Temptation Island (Canale 5, 2020)
- Boomerissima (Rai 2, 2023)

## Campañas publicitarias
- Nintendo Italia (1992)
- Omnitel (1997)
- Pompeya (2002)
- Activia Italia (2003-2014)
- Vodafone (2006, 2012-2013, 2015)
- Escape (2014)
- Comete Gioielli (2018)
- Marks and Angels (2018)
- TheFork (2019)
- Pasta Felicia (2021)

## Obras
- Alessia Marcuzzi (2015). La Pinella a colori. Album anti-stress tutto da colorare. ISBN 978-88-1708-486-4.
- Alessia Marcuzzi (2019). In viaggio con Alessia. ISBN 978-88-9180-851-6.

## Premios y reconocimientos
Premio a la Dirección de Televisión
- 2000: Mejor personalidad femenina de televisión del año
- 2003: Top 10 para Le Iene

Telegatto
- 2001: Mejor transmisión musical por Festivalbar 2000
- 2003: Mejor evento de televisión para el Gran Premio Internacional de Entretenimiento

Premios Flaiano
- 2002: Nominación a Mejor presentadora de televisión